# Radomyśl (Karkowo)
Radomyśl – niestandaryzowany przysiółek wsi Karkowo w Polsce, położony w województwie zachodniopomorskim, w powiecie stargardzkim, w gminie Chociwel, położony 3 km na południowy zachód od Chociwla (siedziby gminy) i 21,5 km na północny wschód od Stargardu (siedziby powiatu).